# Associazione Calcio Milan 2012-2013
Questa voce raccoglie le informazioni riguardanti l'Associazione Calcio Milan nelle competizioni ufficiali della stagione 2012-2013.

## Stagione

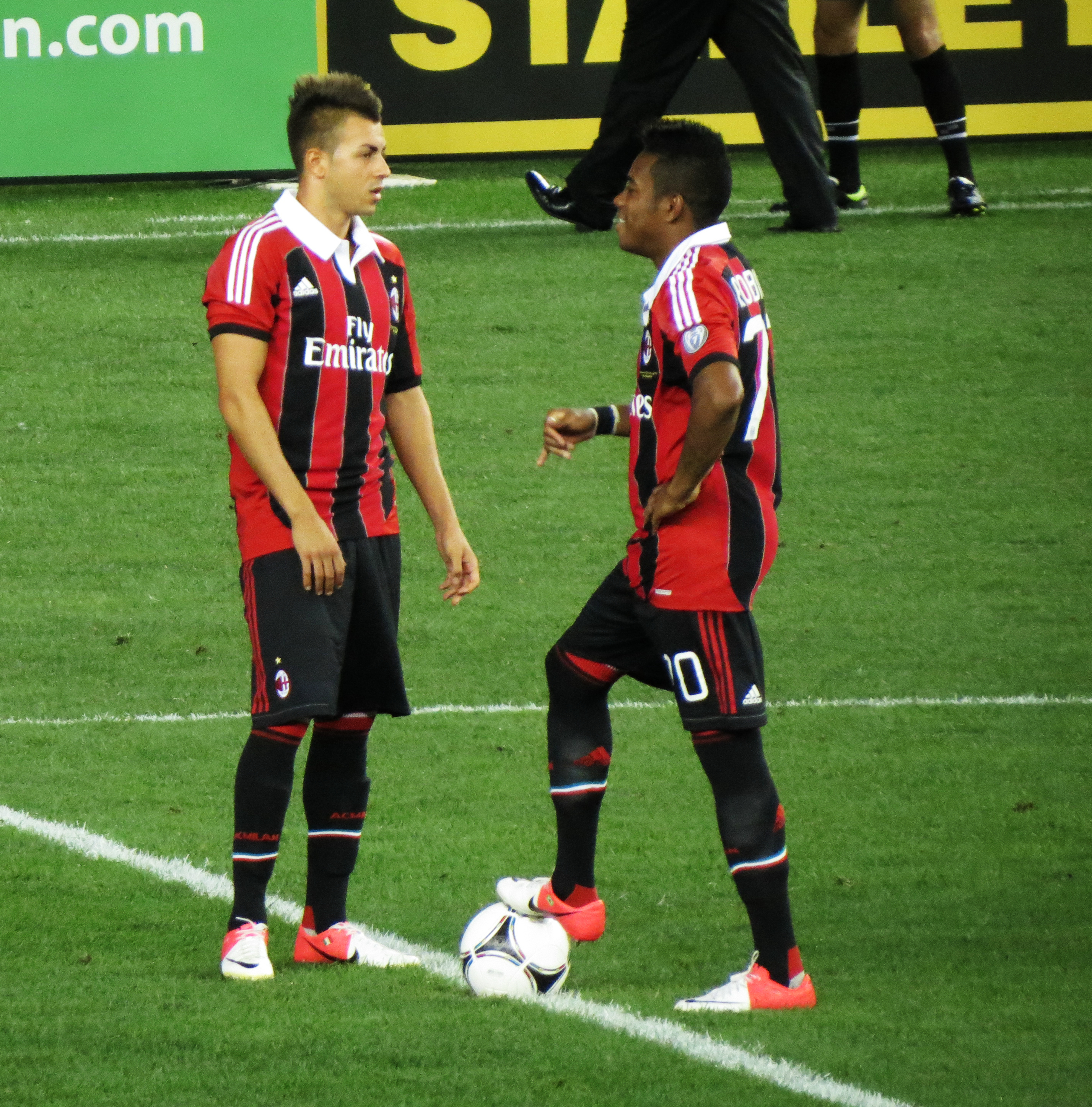
Stephan El Shaarawy (a sinistra) e Robinho; l'italo-egiziano mette a segno 19 reti nella sua prima stagione da titolare.

La stagione 2012-2013 del Milan inizia il 9 luglio 2012, dove, a Milanello, con più di 2.000 tifosi al seguito, la squadra rossonera si raduna per la preparazione estiva. Sono assenti, però, calciatori come Nesta, Gattuso, Seedorf, Inzaghi che lasciano la società rispettivamente dopo 10, 13, 10 e 11 anni di militanza e Gianluca Zambrotta. Assenti anche i brasiliani Pato e Gabriel, impegnati alle Olimpiadi di Londra, e i giocatori reduci dall'Europeo disputato in Polonia e Ucraina. Le principali operazioni di calciomercato in entrata, invece, riguardano gli ingaggi del portiere Gabriel, dei difensori Francesco Acerbi e Cristián Zapata, dei centrocampisti Kévin Constant, Nigel de Jong, Riccardo Montolivo e Bakaye Traoré e degli attaccanti Bojan Krkić, M'Baye Niang e Giampaolo Pazzini. Viene inoltre risolta col Genoa la compartecipazione di Stephan El Shaarawy, che diviene di proprietà esclusiva del club rossonero.
La formazione di Allegri, dopo aver perso altri giocatori importanti come Thiago Silva, Zlatan Ibrahimović e Antonio Cassano (i primi due ceduti al Paris Saint-Germain per ragioni di bilancio, che provoca malumori tra alcuni tifosi che arrivano a chiedere il rimborso degli abbonamenti già sottoscritti, mentre il terzo all'Inter), nell'avvio di stagione stenta a trovare risultati utili, perdendo all'esordio in campionato a San Siro contro la Sampdoria per 1-0, e pareggiando per 0-0 nella prima partita della fase a gironi di Champions League contro l'Anderlecht.

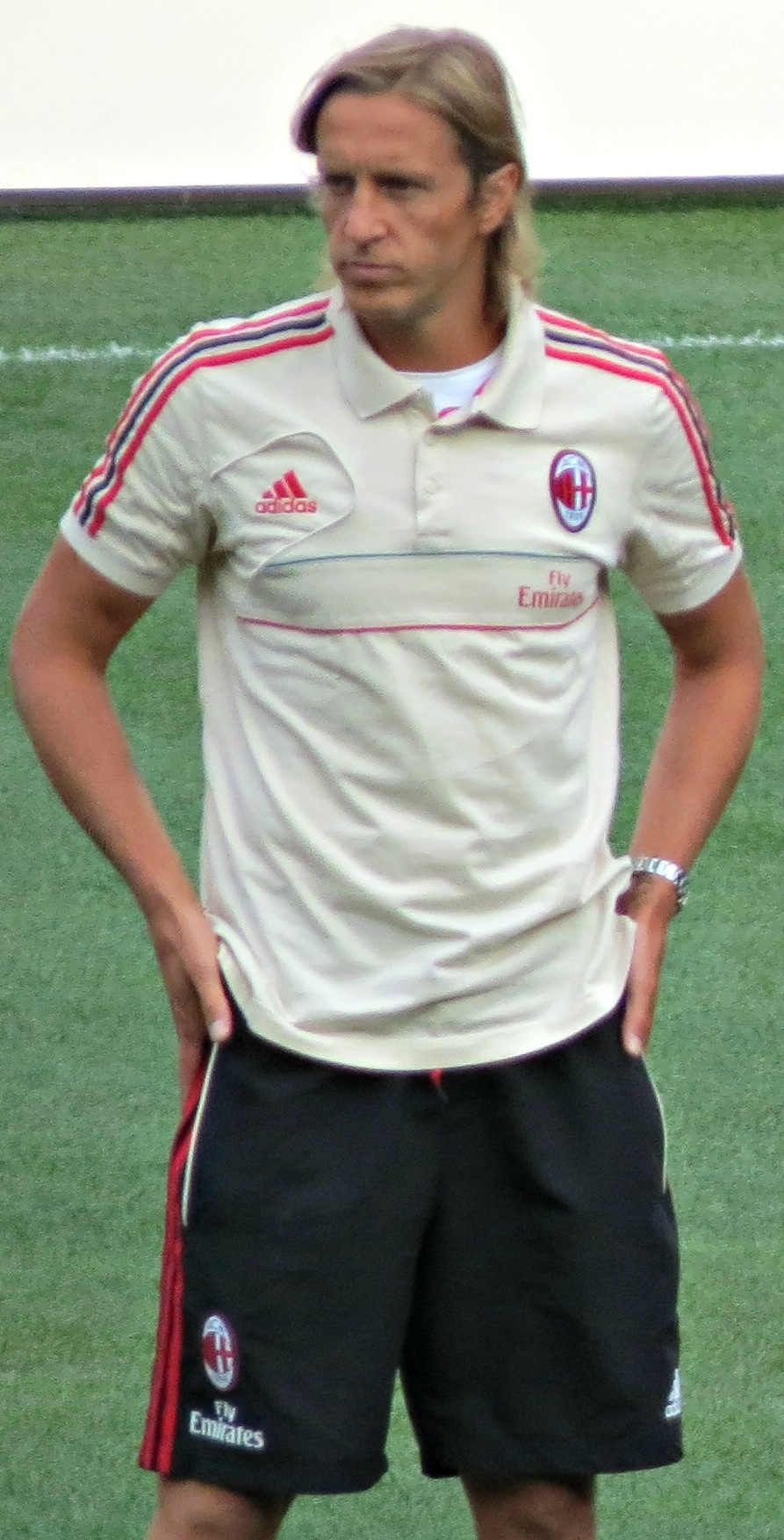
Massimo Ambrosini, 17 stagioni (di cui 4 da capitano) al Milan.

In particolare, il Milan raccoglie solo 7 punti nelle prime 8 partite collezionando 2 vittorie, un pareggio e 5 sconfitte, il peggior inizio di stagione dal 1941-1942, e arriva a toccare il terzultimo posto in classifica. Dopo alcuni risultati altalenanti, salvo un filotto di cinque risultati utili consecutivi (4 vittorie e 1 pareggio) tra la 13ª e la 17ª giornata di cui in mezzo spicca la vittoria per 1-0 contro la Juventus capolista, i rossoneri chiudono il girone d'andata al 7º posto con 30 punti (a -9 del terzo posto), grazie a 9 vittorie, 3 pareggi e 7 sconfitte, con 36 gol fatti e 26 subiti. In questa squadra, fortemente rivoluzionata a livello di rosa, è il giovane El Shaarawy il trascinatore che guida la classifica dei marcatori di serie A dalle prime giornate fino all'inizio di gennaio, quando viene superato da Cavani. In Champions il Milan riesce a passare il turno come 2º classificato del proprio girone con un turno d'anticipo, grazie anche alla vittoria esterna nella 5ª giornata sul campo dell'Anderlecht (3-1), piazzandosi alle spalle del debuttante Málaga con cui rimedia un pareggio e una sconfitta e precedendo oltre ai belgi anche lo Zenit San Pietroburgo sconfitto 3-2 in Russia prima della caduta (0-1) di San Siro. agli ottavi di finale l'urna di Nyon riserva al Diavolo il Barcellona.
Nel mercato di gennaio il Milan cede Pato dopo 5 stagioni, alcune delle quali caratterizzate da continui infortuni. Lasciano il club anche Emanuelson (in prestito), Acerbi e Mesbah: quest'ultimo è inserito in un'operazione che porta in rossonero Cristian Zaccardo. A tre giorni dalla chiusura delle trattative, dal Manchester City, arriva Mario Balotelli che esordisce cinque giorni più tardi a San Siro siglando due reti all'Udinese.
La squadra milanese, grazie alla vittoria casalinga per 3-0 contro la Reggina agli ottavi, accede anche al turno successivo di Coppa Italia, dove incrocia la Juventus. Nella partita secca di Torino il Milan perde contro i bianconeri per 2-1, dopo le reti di Stephan El Shaarawy e Sebastian Giovinco nella prima frazione di gioco e di Mirko Vučinić nei tempi supplementari, uscendo così dalla competizione.
Intanto continua la risalita in campionato dei rossoneri che, il 18 febbraio, dopo la vittoria casalinga sul Parma e le contemporanee sconfitte di Inter e Lazio, raggiungono il 3º posto in classifica, (dall'anno precedente unico piazzamento utile per la qualificazione ai preliminari di Champions League 2013-2014). Fondamentale risulta essere l'apporto di Balotelli a segno 12 volte in 13 partite. L'ex giocatore dell'Inter non può però giocare in Champions League. Il 2 marzo 2013 il Milan si posiziona per la prima volta nel corso della stagione al terzo posto solitario, ottenuto grazie a 10 vittorie, 4 pareggi e 1 sconfitta tra la 13ª e la 27ª giornata, scavalcando e battendo la Lazio per 3-0 a San Siro, con una doppietta di Giampaolo Pazzini e una rete di Kevin-Prince Boateng. In Champions, dopo il 2-0 dell'andata a San Siro contro il Barcellona, i rossoneri escono dalla competizione a causa della sconfitta per 4-0 al Camp Nou nel match di ritorno. È la quarta eliminazione negli ottavi di finale di Champions League subita dal Milan nelle ultime cinque partecipazioni, ed è la quinta volta nelle ultime sei edizioni delle coppe europee che i rossoneri vengono estromessi nel primo turno a eliminazione diretta.
Il 21 aprile 2013, con la sconfitta per 1-0 contro la Juventus, la squadra milanese interrompe una serie di 14 risultati utili consecutivi (9 vittorie e 5 pareggi, ultima sconfitta il 22 dicembre 2012 contro la Roma), trovandosi 3º a -7 dal Napoli e a +1 sulla Fiorentina. Il 5 maggio seguente, grazie alla vittoria per 1-0 in casa contro il Torino in occasione della 35ª giornata, il Milan allunga a +4 sul 4º posto occupato dai viola, sconfitti al Franchi contro la Roma (0-1). Nei due turni successivi la Fiorentina rosicchia ai rossoneri 2 punti, grazie a due vittorie con Siena e Palermo con il Milan che vince 0-4 contro il Pescara ma pareggia per 0-0 in casa contro la Roma. Il Diavolo riesce a mantenere il distacco in occasione dell'ultima giornata di campionato, che vede il Milan vittorioso in rimonta a Siena contro i bianconeri (1-2) e i viola dilagare (inutilmente) a Pescara (1-5). Il Milan, quindi, accede ai preliminari di Champions League dopo 21 vittorie, 9 pareggi e 8 sconfitte, con 67 gol fatti e 39 subiti. In totale i rossoneri collezionano 25 gare vinte, 11 pareggiate e 12 perse, con 80 reti all'attivo e 51 al passivo.
A fine stagione lascia il club il capitano Massimo Ambrosini dopo 17 stagioni in 18 anni. La fascia di capitano passa a Montolivo.

## Divise e sponsor
Lo sponsor tecnico per la stagione 2012-2013 è Adidas, mentre lo sponsor ufficiale è Fly Emirates. La prima divisa è una maglia a strisce verticali larghe, della stessa dimensione, rosse e nere, con pantaloncini bianchi e calzettoni neri. La divisa di riserva è bianca con una banda rossonera orizzontale, mentre la terza divisa – utilizzata solo dai portieri, come loro seconda opzione, nel corso della prima parte di stagione – è una maglia nera caratterizzata, all'altezza del petto, da un taschino con sopra un tricolore.
Eccezionalmente, in occasione della gara della 37ª e penultima giornata del campionato di Serie A in casa contro la Roma, il Milan scende in campo con la terza divisa della stagione 2013-2014.
| Casa | Casa (37ª Serie A) | Trasferta | Terza divisa | 1ª portiere | 1ª portiere (37ª Serie A) | 2ª portiere |

## Organigramma societario
Dal sito internet ufficiale della società.
Area direttiva
- Presidente: carica vacante[1]
- Presidente onorario: Silvio Berlusconi
- Vice presidente: Paolo Berlusconi
- Vice presidente vicario e amministratore delegato: Adriano Galliani
- Chief financial officer: Alfonso Cefaliello
- Direttore coordinamento amministrativo, compliance e reporting organismi sportivi: Massimo Campioli
- Responsabile amministrativo: Giovanni Amodio

Area organizzativa
- Direttore organizzazione sportiva: Umberto Gandini
- Direttore progetti speciali: Elisabetta Ubertini
- Consigliere incaricato con delega ai progetti speciali: Barbara Berlusconi
- Direttore stadio: Daniela Gozzi
- Centro sportivo Milanello: Antore Peloso, Alfonso Sciacqua
- Responsabile gestione e sviluppo risorse umane: Raffaella Di Tondo

Area comunicazione
- Responsabile: Giuseppe Sapienza
- Segreteria tecnica: Cristina Moschetta, Virna Bonfanti

Area marketing
- Direttore: Laura Masi
- Direttore vendite: Mauro Tavola

Area tecnica
- Direttore sportivo: Ariedo Braida
- Team manager: Vittorio Mentana
- Allenatore: Massimiliano Allegri
- Allenatore in seconda: Mauro Tassotti
- Collaboratore tecnico: Andrea Maldera
- Responsabile preparatore dei portieri: Marco Landucci
- Preparatore dei portieri: Valerio Fiori

Area sanitaria
- Responsabile sanitario: Rodolfo Tavana
- Medici sociali: Armando Gozzini, Stefano Mazzoni
- Preparatori atletici: Simone Folletti, Fabio Allievi, Bruno Dominici, Sergio Mascheroni, Andrea Primitivi
- Fisioterapisti: Marco Cattaneo, Marcelo Costa Pereira, Dario Lorenzo Fort, Stefano Grani, Roberto Morosi, Marco Paesanti
- Chiropratico: Carlo Stefano Arata
- Massaggiatore: Endo Tomonori

## Rosa
La rosa e la numerazione sono tratte dal sito ufficiale del Milan.
Sono in corsivo i calciatori che hanno lasciato la società a stagione in corso.
| N. |                         | Ruolo | Calciatore           |
| -- | ----------------------- | ----- | -------------------- |
| 1  | Italia (bandiera)       | P     | Marco Amelia         |
| 2  | Italia (bandiera)       | D     | Mattia De Sciglio    |
| 4  | Ghana (bandiera)        | C     | Sulley Muntari       |
| 5  | Francia (bandiera)      | D     | Philippe Mexès       |
| 7  | Brasile (bandiera)      | A     | Robinho              |
| 8  | Italia (bandiera)       | C     | Antonio Nocerino     |
| 9  | Brasile (bandiera)      | A     | Alexandre Pato       |
| 10 | Ghana (bandiera)        | C     | Kevin-Prince Boateng |
| 11 | Italia (bandiera)       | A     | Giampaolo Pazzini    |
| 12 | Mali (bandiera)         | C     | Bakaye Traoré        |
| 13 | Italia (bandiera)       | D     | Francesco Acerbi     |
| 14 | Sierra Leone (bandiera) | C     | Rodney Strasser      |
| 14 | Polonia (bandiera)      | D     | Bartosz Salamon      |
| 15 | Algeria (bandiera)      | D     | Djamel Mesbah        |
| 16 | Francia (bandiera)      | C     | Mathieu Flamini      |
| 17 | Colombia (bandiera)     | D     | Cristián Zapata      |
| 18 | Italia (bandiera)       | C     | Riccardo Montolivo   |
| 19 | Francia (bandiera)      | A     | M'Baye Niang         |
| 20 | Italia (bandiera)       | D     | Ignazio Abate        |

| N. |                        | Ruolo | Calciatore                        |
| -- | ---------------------- | ----- | --------------------------------- |
| 21 | Guinea (bandiera)      | D     | Kévin Constant                    |
| 22 | Spagna (bandiera)      | A     | Bojan Krkić                       |
| 23 | Italia (bandiera)      | C     | Massimo Ambrosini (capitano)      |
| 25 | Italia (bandiera)      | D     | Daniele Bonera                    |
| 28 | Paesi Bassi (bandiera) | C     | Urby Emanuelson                   |
| 32 | Italia (bandiera)      | P     | Christian Abbiati (vice capitano) |
| 34 | Paesi Bassi (bandiera) | C     | Nigel de Jong                     |
| 35 | Spagna (bandiera)      | D     | Dídac Vilà                        |
| 37 | Italia (bandiera)      | A     | Andrea Petagna                    |
| 45 | Italia (bandiera)      | A     | Mario Balotelli                   |
| 51 | Italia (bandiera)      | P     | Ferdinando Coppola                |
| 55 | Spagna (bandiera)      | C     | Adrià Carmona                     |
| 57 | Italia (bandiera)      | C     | Mattia Valoti                     |
| 59 | Brasile (bandiera)     | P     | Gabriel                           |
| 76 | Colombia (bandiera)    | D     | Mario Yepes                       |
| 77 | Italia (bandiera)      | D     | Luca Antonini                     |
| 81 | Italia (bandiera)      | D     | Cristian Zaccardo                 |
| 92 | Italia (bandiera)      | A     | Stephan El Shaarawy               |

## Calciomercato

### Sessione estiva(dall'1/7 al 31/8)
Il Milan si presenta ai nastri di partenza della nuova stagione con 5 volti nuovi: il portiere brasiliano Gabriel dal Cruzeiro, il difensore Francesco Acerbi, il centrocampista guineano Kévin Constant dal Genoa, la mezzala Riccardo Montolivo, acquisito a parametro zero dalla Fiorentina, e il mediano Bakaye Traoré, svincolatosi dal Nancy. L'8 agosto 2012 diventa un calciatore rossonero anche il difensore colombiano Cristián Zapata, che arriva dal Villarreal con la formula del prestito oneroso (0,4 milioni di euro) con diritto di riscatto fissato a 6 milioni. Il 22 agosto seguente si aggrega al club milanese l'attaccante Giampaolo Pazzini, trasferitosi a Milanello a titolo definitivo dall'Inter per 7,5 milioni € e il cartellino di Antonio Cassano. Il 28 agosto 2012 viene ufficializzato l'ingaggio del giovane attaccante M'Baye Niang, che passa al Milan a titolo definitivo dal Caen per 3 milioni di euro circa, mentre il giorno seguente diventa un giocatore milanista anche lo spagnolo Bojan Krkić, che arriva dalla Roma in prestito oneroso (0,25 milioni di euro) con diritto di riscatto e contro-riscatto a favore del Barcellona, squadra che aveva ceduto il calciatore alla società capitolina l'anno precedente con obbligo di riacquisto al termine della stagione 2012-2013. Il 31 agosto 2012, ultimo giorno della sessione estiva di calciomercato, il centrocampista olandese Nigel de Jong passa al Milan dal Manchester City a titolo definitivo, per una cifra intorno ai 3,5 milioni di €.
La squadra rossonera, oltre ai vari addii dei senatori,, deve però far fronte a due cessioni illustri: il difensore brasiliano Thiago Silva e l'attaccante svedese Zlatan Ibrahimović, infatti, si sono accasati ai francesi del Paris Saint-Germain, per un importo complessivo di 62 milioni di euro circa.
| Acquisti         | Acquisti                | Acquisti         | Acquisti                                                                                             |
| R.               | Nome                    | da               | Modalità                                                                                             |
| ---------------- | ----------------------- | ---------------- | --- |
| P                | Ferdinando Coppola      | Torino           | fine prestito                                                                                        |
| P                | Gabriel                 | Cruzeiro         | definitivo (0,5 milioni €)                                                                           |
| D                | Francesco Acerbi        | Genoa            | compartecipazione (4 milioni €)                                                                      |
| D                | Kévin Constant          | Genoa            | prestito con diritto di riscatto                                                                     |
| D                | Dídac                   | Espanyol         | fine prestito                                                                                        |
| D                | Cristián Zapata         | Villarreal       | prestito oneroso (0,4 milioni €) con diritto di riscatto                                             |
| C                | Nigel de Jong           | Manchester City  | definitivo (3,5 milioni €)                                                                           |
| C                | Riccardo Montolivo      | -                | svincolato                                                                                           |
| C                | Bakaye Traoré           | -                | svincolato                                                                                           |
| A                | Bojan Krkić             | Roma             | prestito oneroso (0,25 milioni €) con diritto di riscatto e contro-riscatto in favore del Barcellona |
| A                | M'Baye Niang            | Caen             | definitivo (3 milioni €)                                                                             |
| A                | Giampaolo Pazzini       | Inter            | definitivo (12,5 milioni €)                                                                          |
| Altre operazioni |                         |                  | |
| R.               | Nome                    | da               | Modalità                                                                                             |
| P                | Edoardo Pazzagli        |                  | svincolato                                                                                           |
| D                | Michelangelo Albertazzi | Varese           | fine prestito                                                                                        |
| D                | Marcus Diniz            | Como             | fine prestito                                                                                        |
| D                | Massimo Oddo            | Lecce            | fine prestito                                                                                        |
| D                | Taye Taiwo              | QPR              | fine prestito                                                                                        |
| C                | Cristian Daminuță       | Minaur Baia Mare | fine prestito                                                                                        |
| C                | Davide Di Gennaro       | Modena           | fine prestito                                                                                        |
| C                | Attila Filkor           | Livorno          | fine prestito                                                                                        |
| C                | Sulley Muntari          | svincolato       | |
| A                | Nnamdi Oduamadi         | Torino           | fine prestito                                                                                        |
| A                | Stephan El Shaarawy     | Genoa            | riscatto compartecipazione                                                                           |
| A                | Gianmarco Zigoni        | Avellino         | fine prestito                                                                                        |

| Cessioni         | Cessioni                | Cessioni                  | Cessioni                                                 |
| R.               | Nome                    | a                         | Modalità                                                 |
| ---------------- | ----------------------- | ------------------------- | -------------------------------------------------------- |
| P                | Flavio Roma             |                           | svincolato                                               |
| D                | Alessandro Nesta        |                           | svincolato                                               |
| D                | Thiago Silva            | Paris Saint-Germain       | definitivo (42 milioni €)                                |
| D                | Gianluca Zambrotta      |                           | svincolato                                               |
| C                | Alberto Aquilani        | Liverpool                 | fine prestito                                            |
| C                | Gennaro Gattuso         |                           | svincolato                                               |
| C                | Alexander Merkel        | Genoa                     | fine prestito                                            |
| C                | Clarence Seedorf        |                           | svincolato                                               |
| C                | Mark van Bommel         |                           | svincolato                                               |
| A                | Antonio Cassano         | Inter                     | definitivo (5 milioni €)                                 |
| A                | Zlatan Ibrahimović      | Paris Saint-Germain       | definitivo (21 milioni €)                                |
| A                | Filippo Inzaghi         |                           | fine carriera                                            |
| A                | Maxi López              | Catania                   | fine prestito                                            |
| Altre operazioni |                         |                           |                                                          |
| R.               | Nome                    | a                         | Modalità                                                 |
| P                | Edoardo Pazzagli        | Monza                     | prestito                                                 |
| D                | Michelangelo Albertazzi | Verona                    | prestito con diritto di riscatto della compartecipazione |
| D                | Marcus Diniz            | Lecce                     | prestito con diritto di riscatto                         |
| D                | Massimo Oddo            |                           | fine carriera                                            |
| D                | Taye Taiwo              | Dinamo Kiev               | prestito con diritto di riscatto                         |
| C                | Cristian Daminuță       | SSU Politehnica Timișoara | prestito                                                 |
| C                | Davide Di Gennaro       | Spezia                    | definitivo                                               |
| C                | Attila Filkor           | Bari                      | prestito                                                 |
| A                | Dominic Adiyiah         | Arsenal Kiev              | definitivo                                               |
| A                | Nnamdi Oduamadi         | Varese                    | prestito                                                 |
| A                | Alberto Paloschi        | Chievo                    | rinnovo prestito                                         |
| A                | Gianmarco Zigoni        | Pro Vercelli              | prestito con diritto riscatto e contro-riscatto          |

### Sessione invernale(dal 3/1 al 31/1)
La sessione invernale di calciomercato si apre con la partenza dell'attaccante brasiliano Alexandre Pato, ceduto al Corinthians per 15 milioni di euro. Il 25 gennaio 2013 va in atto un'operazione di mercato con il Parma: al Milan passa il difensore Cristian Zaccardo, alla società gialloblu il terzino Djamel Mesbah e il prestito del centrocampista Rodney Strasser. Il giorno seguente la squadra rossonera cede il difensore Francesco Acerbi al Genoa, club dal quale era stato acquistato in compartecipazione nel corso della sessione estiva; contestualmente, il Milan acquista il 50% del cartellino di Kévin Constant, anch'egli già in rosa con la formula del prestito con diritto di riscatto. Il 31 gennaio 2013 diventa un calciatore rossonero l'attaccante Mario Balotelli, che arriva dal Manchester City per 20 milioni € più 3 di bonus; lo stesso giorno, la società milanese ufficializza anche il prestito secco al Fulham del centrocampista olandese Urby Emanuelson e l'acquisizione a titolo definitivo del polacco Bartosz Salamon dal Brescia, versando nelle casse della società azzurra 3,5 milioni di euro.
| Acquisti         | Acquisti          | Acquisti        | Acquisti                        |
| R.               | Nome              | da              | Modalità                        |
| ---------------- | ----------------- | --------------- | ------------------------------- |
| D                | Bartosz Salamon   | Brescia         | definitivo (3,5 milioni €)      |
| D                | Cristian Zaccardo | Parma           | definitivo                      |
| A                | Mario Balotelli   | Manchester City | definitivo (20 milioni €)       |
| Altre operazioni |                   |                 |                                 |
| R.               | Nome              | da              | Modalità                        |
| C                | Kévin Constant    | Genoa           | compartecipazione               |
| C                | Attila Filkor     | Bari            | fine prestito                   |
| C                | Riccardo Saponara | Empoli          | compartecipazione (4 milioni €) |
| A                | Gianmarco Zigoni  | Pro Vercelli    | fine prestito                   |

| Cessioni         | Cessioni           | Cessioni       | Cessioni                         |
| R.               | Nome               | a              | Modalità                         |
| ---------------- | ------------------ | -------------- | -------------------------------- |
| P                | Ferdinando Coppola | Torino         | definitivo                       |
| D                | Francesco Acerbi   | Genoa          | definitivo                       |
| D                | Djamel Mesbah      | Parma          | definitivo                       |
| C                | Adrià Carmona      | Real Saragozza | prestito con diritto di riscatto |
| C                | Urby Emanuelson    | Fulham         | prestito                         |
| C                | Rodney Strasser    | Parma          | prestito                         |
| C                | Mattia Valoti      | AlbinoLeffe    | prestito                         |
| A                | Alexandre Pato     | Corinthians    | definitivo (15 milioni €)        |
| Altre operazioni |                    |                |                                  |
| R.               | Nome               | a              | Modalità                         |
| C                | Attila Filkor      | Pro Vercelli   | prestito                         |
| A                | Alberto Paloschi   | Chievo         | compartecipazione                |
| A                | Riccardo Saponara  | Empoli         | prestito                         |
| A                | Gianmarco Zigoni   | Avellino       | prestito                         |

## Risultati

### Serie A

#### Girone di andata
| Arbitro: | Banti (Livorno) |

|  |           |           |
|  | Marcatori | 58’ Costa |

| Arbitro: | Tagliavento (Terni) |

|                     |           |                              |
| Diamanti 41’ (rig.) | Marcatori | 16’ (rig.), 77’, 85’ Pazzini |

| Arbitro: | Orsato (Schio) |

|  |           |              |
|  | Marcatori | 64’ Cigarini |

| Arbitro: | Celi (Bari) |

|                                  |           |                 |
| Ranégie 40’ Di Natale 68’ (rig.) | Marcatori | 54’ El Shaarawy |

| Arbitro: | De Marco (Chiavari) |

|                      |           |  |
| El Shaarawy 15’, 82’ | Marcatori |  |

| Arbitro: | Rocchi (Firenze) |

|              |           |                 |
| Galloppa 66’ | Marcatori | 50’ El Shaarawy |

| Arbitro: | Valeri (Roma 2) |

|  |           |           |
|  | Marcatori | 3’ Samuel |

| Arbitro: | Tagliavento (Terni) |

|                                     |           |                             |
| Hernanes 25’ Candreva 41’ Klose 49’ | Marcatori | 61’ de Jong 79’ El Shaarawy |

| Arbitro: | Mazzoleni (Bergamo) |

|                 |           |  |
| El Shaarawy 77’ | Marcatori |  |

| Arbitro: | Rizzoli (Bologna) |

|                                  |           |                               |
| Miccoli 45+1’ (rig.) Brienza 47’ | Marcatori | 69’ Montolivo 80’ El Shaarawy |

| Arbitro: | Giacomelli (Trieste) |

|                                                                      |           |                |
| Emanuelson 16’ Montolivo 36’ Bojan 41’ El Shaarawy 75’ Pazzini 90+3’ | Marcatori | 18’ Pellissier |

| Arbitro: | Romeo (Verona) |

|             |           |                                               |
| Pazzini 59’ | Marcatori | 10’ Aquilani 38’ Borja Valero 87’ El Hamdaoui |

| Arbitro: | Bergonzi (Genova) |

|                      |           |                      |
| Inler 4’ Insigne 30’ | Marcatori | 44’, 82’ El Shaarawy |

| Arbitro: | Rizzoli (Bologna) |

|                    |           |  |
| Robinho 31’ (rig.) | Marcatori |  |

| Arbitro: | Orsato (Schio) |

|                  |           |                                    |
| Legrottaglie 11’ | Marcatori | 53’, 90+2’ El Shaarawy 56’ Boateng |

| Arbitro: | Romeo (Verona) |

|                         |           |                                                      |
| Santana 28’ Bianchi 80’ | Marcatori | 40’ Robinho 53’ Nocerino 61’ Pazzini 76’ El Shaarawy |

| Arbitro: | Giannoccaro (Lecce) |

|                                                                       |           |              |
| Nocerino 1’ Abbruscato 51’ (aut.) Jonathas 79’ (aut.) El Shaarawy 81’ | Marcatori | 56’ Terlizzi |

| Arbitro: | Rocchi (Firenze) |

|                                          |           |                              |
| Burdisso 13’ Osvaldo 23’ Lamela 30’, 61’ | Marcatori | 87’ (rig.) Pazzini 88’ Bojan |

| Arbitro: | Calvarese (Teramo) |

|                              |           |              |
| Bojan 67’ Pazzini 80’ (rig.) | Marcatori | 87’ Paolucci |

#### Girone di ritorno
| Genova 13 gennaio 2013, ore 20:45 CET 20ª giornata | Sampdoria                | 0 – 0 referto | Milan | Stadio Luigi Ferraris (24.544 spett.)\| Arbitro: \| Guida (Torre Annunziata) \| |
| Arbitro:                                           | Guida (Torre Annunziata) |               |       |                                                                                 |

| Arbitro: | Doveri (Roma 1) |

|                  |           |                  |
| Pazzini 64’, 82’ | Marcatori | 84’ (aut.) Mexès |

| Arbitro: | Gervasoni (Mantova) |

|  |           |                 |
|  | Marcatori | 29’ El Shaarawy |

| Arbitro: | Valeri (Roma 2) |

|                             |           |           |
| Balotelli 25’, 90+4’ (rig.) | Marcatori | 55’ Pinzi |

| Arbitro: | Giannoccaro (Lecce) |

|            |           |                      |
| Ibarbo 45’ | Marcatori | 82’ (rig.) Balotelli |

| Arbitro: | Massa (Imperia) |

|                                  |           |               |
| Paletta 39’ (aut.) Balotelli 77’ | Marcatori | 90+3’ Sansone |

| Arbitro: | Mazzoleni (Bergamo) |

|               |           |                 |
| Schelotto 71’ | Marcatori | 21’ El Shaarawy |

| Arbitro: | Rizzoli (Bologna) |

|                              |           |  |
| Pazzini 40’, 60’ Boateng 44’ | Marcatori |  |

| Arbitro: | Damato (Barletta) |

|  |           |                           |
|  | Marcatori | 22’ Pazzini 60’ Balotelli |

| Arbitro: | Peruzzo (Schio) |

|                          |           |  |
| Balotelli 8’ (rig.), 66’ | Marcatori |  |

| Arbitro: | Celi (Bari) |

|  |           |               |
|  | Marcatori | 25’ Montolivo |

| Arbitro: | Tagliavento (Terni) |

|                                      |           |                           |
| Ljajić 66’ (rig.) Pizarro 73’ (rig.) | Marcatori | 14’ Montolivo 62’ Flamini |

| Arbitro: | Rocchi (Firenze) |

|             |           |            |
| Flamini 29’ | Marcatori | 33’ Pandev |

| Arbitro: | Banti (Livorno) |

|                  |           |  |
| Vidal 57’ (rig.) | Marcatori |  |

| Arbitro: | Massa (Imperia) |

|                                                     |           |                                |
| Flamini 45’ Pazzini 74’, 77’ Balotelli 90+2’ (rig.) | Marcatori | 30’ Legrottaglie 65’ Bergessio |

| Arbitro: | Damato (Barletta) |

|               |           |  |
| Balotelli 84’ | Marcatori |  |

| Arbitro: | Russo (Nola) |

|  |           |                                                  |
|  | Marcatori | 9’ (rig.), 57’ Balotelli 33’ Muntari 51’ Flamini |

| Milano 12 maggio 2013, ore 20:45 CEST 37ª giornata | Milan            | 0 – 0 referto | Roma | Stadio Giuseppe Meazza (50.983 spett.)\| Arbitro: \| Rocchi (Firenze) \| |
| Arbitro:                                           | Rocchi (Firenze) |               |      |                                                                          |

| Arbitro: | Bergonzi (Genova) |

|           |           |                                |
| Terzi 25’ | Marcatori | 84’ (rig.) Balotelli 87’ Mexès |

### Coppa Italia

#### Fase finale
| Arbitro: | Calvarese (Teramo) |

|                                 |           |  |
| Yepes 51’ Niang 79’ Pazzini 81’ | Marcatori |  |

| Arbitro: | Mazzoleni (Bergamo) |

|                          |           |                |
| Giovinco 12’ Vučinić 95’ | Marcatori | 6’ El Shaarawy |

### Champions League

#### Fase a gironi
| Milano 18 settembre 2012, ore 20:45 CEST 1ª giornata – Gruppo C | Milan  | 0 – 0 referto | Anderlecht | Stadio Giuseppe Meazza (27.593 spett.)\| Arbitro: \| Collum \| |
| Arbitro:                                                        | Collum |               |            |                                                                |

| Arbitro: | Brych |

|                        |           |                                                   |
| Hulk 45+2’ Širokov 49’ | Marcatori | 13’ Emanuelson 16’ El Shaarawy 75’ (aut.) Hubočan |

| Arbitro: | Proença |

|             |           |  |
| Joaquín 64’ | Marcatori |  |

| Arbitro: | Webb |

|          |           |            |
| Pato 73’ | Marcatori | 40’ Eliseu |

| Arbitro: | Skomina |

|               |           |                                      |
| De Sutter 78’ | Marcatori | 47’ El Shaarawy 71’ Mexès 90+1’ Pato |

| Arbitro: | Chapron |

|  |           |           |
|  | Marcatori | 35’ Danny |

#### Fase ad eliminazione diretta
| Arbitro: | Thomson |

|                         |           |  |
| Boateng 57’ Muntari 81’ | Marcatori |  |

| Arbitro: | Kassai |

|                                          |           |  |
| Messi 5’, 40’ Villa 55’ Jordi Alba 90+2’ | Marcatori |  |

## Statistiche

### Statistiche di squadra
| Competizione     | Punti            | In casa | In casa | In casa | In casa | In casa | In casa | In trasferta | In trasferta | In trasferta | In trasferta | In trasferta | In trasferta | Totale | Totale | Totale | Totale | Totale | Totale | DR  |
| Competizione     | Punti            | G       | V       | N       | P       | Gf      | Gs      | G            | V            | N            | P            | Gf           | Gs           | G      | V      | N      | P      | Gf     | Gs     | DR  |
| ---------------- | ---------------- | ------- | ------- | ------- | ------- | ------- | ------- | ------------ | ------------ | ------------ | ------------ | ------------ | ------------ | ------ | ------ | ------ | ------ | ------ | ------ | --- |
| Serie A          | 72               | 19      | 13      | 2       | 4       | 33      | 15      | 19           | 8            | 7            | 4            | 34           | 24           | 38     | 21     | 9      | 8      | 67     | 39     | +28 |
| Coppa Italia     | quarti di finale | 1       | 1       | 0       | 0       | 3       | 0       | 1            | 0            | 0            | 1            | 1            | 2            | 2      | 1      | 0      | 1      | 4      | 2      | +2  |
| Champions League | ottavi di finale | 4       | 1       | 2       | 1       | 3       | 2       | 4            | 2            | 0            | 2            | 6            | 8            | 8      | 3      | 2      | 3      | 9      | 10     | -1  |
| Totale           | -                | 24      | 15      | 4       | 5       | 39      | 17      | 24           | 10           | 7            | 7            | 41           | 34           | 48     | 25     | 11     | 12     | 80     | 51     | +29 |

### Andamento in campionato
| Giornata  | 1  | 2  | 3  | 4  | 5  | 6  | 7  | 8  | 9  | 10 | 11 | 12 | 13 | 14 | 15 | 16 | 17 | 18 | 19 | 20 | 21 | 22 | 23 | 24 | 25 | 26 | 27 | 28 | 29 | 30 | 31 | 32 | 33 | 34 | 35 | 36 | 37 | 38 |
| --------- | -- | -- | -- | -- | -- | -- | -- | -- | -- | -- | -- | -- | -- | -- | -- | -- | -- | -- | -- | -- | -- | -- | -- | -- | -- | -- | -- | -- | -- | -- | -- | -- | -- | -- | -- | -- | -- | -- |
| Luogo     | C  | T  | C  | T  | C  | T  | C  | T  | C  | T  | C  | C  | T  | C  | T  | T  | C  | T  | C  | T  | C  | T  | C  | T  | C  | T  | C  | T  | C  | T  | T  | C  | T  | C  | C  | T  | C  | T  |
| Risultato | P  | V  | P  | P  | V  | N  | P  | P  | V  | N  | V  | P  | N  | V  | V  | V  | V  | P  | V  | N  | V  | V  | V  | N  | V  | N  | V  | V  | V  | V  | N  | N  | P  | V  | V  | V  | N  | V  |
| Posizione | 13 | 10 | 10 | 15 | 10 | 11 | 11 | 15 | 12 | 12 | 10 | 13 | 12 | 9  | 7  | 7  | 7  | 7  | 7  | 7  | 6  | 5  | 5  | 5  | 3  | 4  | 3  | 3  | 3  | 3  | 3  | 3  | 3  | 3  | 3  | 3  | 3  | 3  |

Fonte:  Serie A – Classifiche, su sport.sky.it, Sky Sport. URL consultato il 4 marzo 2014 (archiviato dall'url originale il 23 settembre 2014).
Legenda:

Luogo: C = Casa; T = Trasferta. Risultato: V = Vittoria; N = Pareggio; P = Sconfitta.

### Statistiche dei giocatori
Sono in corsivo i calciatori che hanno lasciato la società a stagione in corso.
| Giocatore      | Serie A  | Serie A | Serie A     | Serie A    | Coppa Italia | Coppa Italia | Coppa Italia | Coppa Italia | Champions League | Champions League | Champions League | Champions League | Totale   | Totale | Totale      | Totale     |
| Giocatore      | Presenze | Reti    | Ammonizioni | Espulsioni | Presenze     | Reti         | Ammonizioni  | Espulsioni   | Presenze         | Reti             | Ammonizioni      | Espulsioni       | Presenze | Reti   | Ammonizioni | Espulsioni |
| -------------- | -------- | ------- | ----------- | ---------- | ------------ | ------------ | ------------ | ------------ | ---------------- | ---------------- | ---------------- | ---------------- | -------- | ------ | ----------- | ---------- |
| I. Abate       | 27       | 0       | 2           | 0          | 2            | 0            | 0            | 0            | 4                | 0                | 0                | 0                | 33       | 0      | 2           | 0          |
| C. Abbiati     | 28       | -22     | 2           | 0          | 1            | -0           | 0            | 0            | 7                | -9               | 1                | 0                | 36       | -31    | 3           | 0          |
| F. Acerbi      | 6        | 0       | 0           | 0          | 2            | 0            | 0            | 0            | 2                | 0                | 0                | 0                | 10       | 0      | 0           | 0          |
| M. Ambrosini   | 20       | 0       | 9           | 2          | 1            | 0            | 0            | 0            | 4                | 0                | 0                | 0                | 25       | 0      | 9           | 2          |
| M. Amelia      | 11       | -17     | 0           | 0          | 1            | -2           | 0            | 0            | 1                | -1               | 0                | 0                | 13       | -20    | 0           | 0          |
| L. Antonini    | 6        | 0       | 1           | 0          | 1            | 0            | 0            | 0            | 2                | 0                | 0                | 0                | 9        | 0      | 1           | 0          |
| M. Balotelli   | 13       | 12      | 6           | 0          | -            | -            | -            | -            | -                | -                | -                | -                | 13       | 12     | 6           | 0          |
| K. Boateng     | 29       | 2       | 4           | 2          | 1            | 0            | 1            | 0            | 7                | 1                | 1                | 0                | 37       | 3      | 6           | 2          |
| D. Bonera      | 13       | 0       | 5           | 0          | 0            | 0            | 0            | 0            | 4                | 0                | 2                | 0                | 17       | 0      | 7           | 0          |
| A. Carmona     | 0        | 0       | 0           | 0          | 0            | 0            | 0            | 0            | 0                | 0                | 0                | 0                | 0        | 0      | 0           | 0          |
| K. Constant    | 25       | 0       | 2           | 1          | 0            | 0            | 0            | 0            | 6                | 0                | 1                | 0                | 31       | 0      | 3           | 1          |
| F. Coppola     | 0        | -0      | 0           | 0          | 0            | -0           | 0            | 0            | -                | -                | -                | -                | 0        | -0     | 0           | 0          |
| N. de Jong     | 12       | 1       | 3           | 0          | 0            | 0            | 0            | 0            | 4                | 0                | 1                | 0                | 16       | 1      | 4           | 0          |
| M. De Sciglio  | 27       | 0       | 3           | 0          | 1            | 0            | 0            | 0            | 5                | 0                | 0                | 0                | 33       | 0      | 3           | 0          |
| S. El Shaarawy | 37       | 16      | 3           | 0          | 1            | 1            | 0            | 0            | 8                | 2                | 1                | 0                | 46       | 19     | 4           | 0          |
| U. Emanuelson  | 12       | 1       | 1           | 0          | 2            | 0            | 0            | 0            | 6                | 1                | 1                | 0                | 20       | 2      | 2           | 0          |
| M. Flamini     | 18       | 4       | 3           | 1          | 1            | 0            | 0            | 0            | 3                | 0                | 3                | 0                | 22       | 4      | 6           | 1          |
| Gabriel        | 0        | -0      | 0           | 0          | 0            | -0           | 0            | 0            | 0                | -0               | 0                | 0                | 0        | -0     | 0           | 0          |
| B. Krkić       | 19       | 3       | 1           | 0          | 2            | 0            | 0            | 0            | 6                | 0                | 0                | 0                | 27       | 3      | 1           | 0          |
| D. Mesbah      | 1        | 0       | 0           | 0          | 0            | 0            | 0            | 0            | 1                | 0                | 0                | 0                | 2        | 0      | 0           | 0          |
| P. Mexès       | 25       | 1       | 11          | 0          | 1            | 0            | 1            | 0            | 6                | 1                | 3                | 0                | 32       | 2      | 15          | 0          |
| R. Montolivo   | 32       | 4       | 6           | 0          | 1            | 0            | 1            | 0            | 6                | 0                | 2                | 0                | 39       | 4      | 9           | 0          |
| S. Muntari     | 15       | 1       | 4           | 1          | 1            | 0            | 0            | 0            | 2                | 1                | 0                | 0                | 18       | 2      | 4           | 1          |
| M. Niang       | 20       | 0       | 2           | 0          | 2            | 1            | 0            | 0            | 2                | 0                | 0                | 0                | 24       | 1      | 2           | 0          |
| A. Nocerino    | 26       | 2       | 3           | 0          | 0            | 0            | 0            | 0            | 3                | 0                | 1                | 0                | 29       | 2      | 4           | 0          |
| A. Pato        | 4        | 0       | 0           | 0          | 0            | 0            | 0            | 0            | 3                | 2                | 0                | 0                | 7        | 2      | 0           | 0          |
| G. Pazzini     | 30       | 15      | 7           | 0          | 2            | 1            | 0            | 0            | 5                | 0                | 0                | 0                | 37       | 16     | 7           | 0          |
| A. Petagna     | 0        | 0       | 0           | 0          | 0            | 0            | 0            | 0            | 1                | 0                | 0                | 0                | 1        | 0      | 0           | 0          |
| Robinho        | 23       | 2       | 0           | 0          | 1            | 0            | 0            | 0            | 3                | 0                | 1                | 0                | 27       | 2      | 1           | 0          |
| B. Salamon     | 0        | 0       | 0           | 0          | -            | -            | -            | -            | -                | -                | -                | -                | 0        | 0      | 0           | 0          |
| R. Strasser    | 0        | 0       | 0           | 0          | 1            | 0            | 1            | 0            | -                | -                | -                | -                | 1        | 0      | 1           | 0          |
| B. Traoré      | 7        | 0       | 0           | 0          | 1            | 0            | 0            | 0            | 1                | 0                | 1                | 0                | 9        | 0      | 1           | 0          |
| M. Valoti      | 0        | 0       | 0           | 0          | 0            | 0            | 0            | 0            | -                | -                | -                | -                | 0        | 0      | 0           | 0          |
| D. Vilà        | 0        | 0       | 0           | 0          | 0            | 0            | 0            | 0            | -                | -                | -                | -                | 0        | 0      | 0           | 0          |
| M. Yepes       | 14       | 0       | 7           | 0          | 1            | 1            | 0            | 0            | 3                | 0                | 1                | 0                | 18       | 1      | 8           | 0          |
| C. Zaccardo    | 1        | 0       | 0           | 0          | -            | -            | -            | -            | -                | -                | -                | -                | 1        | 0      | 0           | 0          |
| C. Zapata      | 23       | 0       | 4           | 1          | 1            | 0            | 0            | 0            | 5                | 0                | 0                | 0                | 29       | 0      | 4           | 1          |

## Giovanili

### Organigramma
Area direttiva
- Direttore settore giovanile: Antonella Costa
- Responsabile settore giovanile: Filippo Galli

Area organizzativa, tecnica e sanitaria - Primavera
- Dirigenti accompagnatori: Massimo Caboni, Giorgio Gaglio, Andrea Brambilla
- Tutor: Andrea Pecciarini
- Allenatore: Aldo Dolcetti
- Allenatore in seconda: Alessandro Lazzarini, Marco Merlo
- Preparatore dei portieri: Beniamino Abate
- Medici sociali: Marco Freschi, Alberto Calicchio, Marco Ferrario
- Fisioterapisti: Daniele Falsanisi, Andrea Marotta

Area organizzativa, tecnica e sanitaria - Allievi Nazionali
- Dirigenti accompagnatori: Sergio Aspesi, Giovanni Ratti, Vincenzo Romito
- Tutor: Silvia Pasolini
- Allenatore: Filippo Inzaghi
- Allenatore in seconda: Fulvio Fiorin
- Collaboratore tecnico: Stefano Nava
- Preparatore dei portieri: Villiam Vecchi
- Medico sociale: Cristiano Fusi
- Preparatore atletico: Andrea Caronti
- Fisioterapista: Paolo Cerati

Area organizzativa, tecnica e sanitaria - Allievi I e II Divisione
- Dirigenti accompagnatori: Dario Cominelli, Fiorenzio Fagioli
- Tutor: Marta Corbetta
- Allenatore: Omar Danesi
- Allenatore in seconda: Emanuele Pischetola
- Preparatore dei portieri: Luigi Ragno
- Medico sociale: Vincenzo Matteo De Nigris
- Preparatore atletico: Piero Congedo
- Fisioterapista: Sebastiano Genovese

Area organizzativa, tecnica e sanitaria - Giovanissimi Nazionali
- Dirigenti accompagnatori: Cesare La Penna, Savino Toto
- Tutor: Antonello Bolis
- Allenatore: Walter De Vecchi
- Allenatore in seconda: Riccardo Galbiati
- Preparatore dei portieri: Davide Pinato
- Medico sociale: Gabriele Thiebat
- Preparatore atletico: Domenico Gualtieri
- Fisioterapista: Rosario Guzzo

Area organizzativa, tecnica e sanitaria - Giovanissimi Regionali A
- Dirigenti accompagnatori: Giancarlo Casagrande, Salvatore Oliverio
- Tutor: Antonello Bolis
- Allenatore: Roberto Bertuzzo
- Allenatore in seconda: Marino Frigerio
- Preparatore dei portieri: Luigi Romano
- Medico sociale: Marco Ferrario
- Preparatore atletico: Dino Tenderini
- Fisioterapista: Stefano Boerci

Area organizzativa, tecnica e sanitaria - Giovanissimi Regionali B
- Dirigenti accompagnatori: Giuseppe Viganò, Giuseppe Liso
- Tutor: Fabio Grassi
- Allenatore: Luca Morin
- Allenatore in seconda: Lodovico Costacurta
- Preparatore dei portieri: Luigi Romano
- Medico sociale: Marco Ferrario
- Preparatore atletico: Maurizio Buriani
- Fisioterapista: Massimiliano Nazzani

Area organizzativa, tecnica e sanitaria - Esordienti 2001
- Dirigenti accompagnatori: Salvatore Baracca, Stefano Malcrida
- Tutor: Fabio Grassi
- Allenatore: Riccardo Monguzzi
- Allenatore in seconda: Simone Baldo
- Preparatore dei portieri: Francesco Navazzotti
- Medico sociale: Marco Ferrario
- Preparatore atletico: Pietro Lietti
- Fisioterapista: Andrea Giannini

Area organizzativa, tecnica e sanitaria - Esordienti 2002
- Dirigenti accompagnatori: Daniele Rocca, Flavio Lombardi
- Tutor: Fabio Grassi
- Allenatore: Alessandro Lupi
- Allenatore in seconda: Giuseppe Misso
- Preparatore dei portieri: Luigi Ragno
- Medico sociale: Alberto Calicchio
- Preparatore atletico: Andrea Caronti
- Fisioterapista: Davide Cornalba

Area organizzativa, tecnica e sanitaria - Pulcini 2003
- Dirigenti accompagnatori: Marino Stucchi, Alessio Vavassori
- Tutor: Fabio Grassi
- Allenatore: Marino Frigerio
- Allenatore in seconda: Roberto Bertuzzo
- Preparatore dei portieri: Luigi Ragno
- Medico sociale: Alberto Calicchio
- Preparatore atletico: Piero Congedo
- Fisioterapista: Massimo Marchesini

Area organizzativa, tecnica e sanitaria - Pulcini 2004
- Dirigente accompagnatore: Giorgio Morandi
- Tutor: Fabio Grassi
- Allenatore: Andrea Biffi
- Allenatore in seconda: Marino Magrin, Massimiliano Sorgato
- Preparatore dei portieri: Luigi Ragno
- Medico sociale: Alberto Calicchio
- Preparatore atletico: Erminio Licini
- Fisioterapista: Nicole Mantovanelli

### Piazzamenti
- Primavera:
  - Campionato: semifinali[157]
  - Coppa Italia: quarti di finale
  - Torneo di Viareggio: finale
- Allievi Nazionali:
  - Campionato: semifinali[158]
  - Trofeo di Arco "Beppe Viola": 2º classificato nel girone B[159]
  - Trofeo "Città di Rieti": vincitore[160]
- Allievi I e II Divisione:
  - Campionato (senza diritto di partecipare alla fase finale per l'assegnazione del titolo[161]): 3º classificato nel girone B[162]
  - Trofeo città di San Bonifacio: quarti di finale[163]
- Giovanissimi Nazionali:
  - Campionato: semifinali[164]
  - Supercoppa "settembre Lucchese": vincitore[165]
- Giovanissimi Regionali A:
  - Campionato: 2º classificato
- Giovanissimi Regionali B:
  - Campionato: 2º classificato
  - Torneo "Città di Livorno – Memorial Giampaglia": semifinale
- Esordienti 2000:
  - Torneo di Abano Terme: 3º classificato[166]
- Pulcini 2003:
  - Torneo "Tre Mari": vincitore[165]
- Pulcini 2004:
  - Torneo dell'Immacolata: vincitore[167]
  - Torneo "Città di Mantova": vincitore[168]
  - Memorial Pasquali: vincitore[165]